# NGC 293
NGC 293 é uma galáxia espiral barrada (SBb) localizada na direcção da constelação de Cetus. Possui uma declinação de -07° 14' 08" e uma ascensão recta de 0 horas, 54 minutos e 16,0 segundos.
A galáxia NGC 293 foi descoberta em 27 de Setembro de 1864 por Albert Marth.